# علی آذری (نماینده مجلس)
علی آذری حقوق‌دان و سیاستمدار ایرانی است که توانست در یازدهمین و دوازدهمین دوره انتخابات مجلس شورای اسلامی از حوزه انتخابیه قوچان و فاروج به عنوان نماینده مجلس انتخاب گردد. وی در سال ۱۴۰۳ با ابلاغ مستقیم ریاست قوه قضائیه به‌عنوان قاضی دیوان عالی کشور انتخاب شد و به این ترتیب با سمت قاضی دیوان عالی کشور به‌عنوان نماینده مردم شریف شهرستان‌های قوچان و فاروج و سخنگوی کمیسیون قضایی و حقوقی در مجلس شورای اسلامی مامور به خدمت  شد.

## عملکرد دوره اول نمایندگی
پیگیری  و تکمیل و راه اندازی پروژه خط انتقال آب از سد تبارک به تصفیه خانه قوچان به طول ۲۵ کیلومتر پس از ۲۰ سال
ایجاد بند های خاکی در روستا های شهرستان برای مدیریت آب و تغذیه سفره آب زیرزمینی و منابع آبی منطقه 
پروژه پست برق فوق سنگین برق شهرک صنعتی فاز۲ قوچان به ارزش ۴۰۰ میلیارد تومان  
بازگشایی و راه اندازی مرز باجگیران پس از سال ها تعطیلی و حل اختلاف با طرفین خارجی  و رونق دادن به بازارچه مرزی باجگیران  
پیگیری و تکمیل پروژه گازرسانی به شهر باجگیران و روستاهای اطراف
پیگیری و افتتاح نخستین پردیس سینمایی شهرستان قوچان از مدرن ترین سینما های کشور 

حل موارد اختلافی و اخد مصوبه و ایجاد منطقه ویژه اقتصادی قوچان در مجمع تشخیص و شورای نگهبان 
پیگیری و تسیهل‌گری برای استقرار واحد های صنعتی در شهرک فاز۲
بازپسگیری کارخانه آساک دوچرخ به نفع مردم 
نجات کارخانه پادراتوس از تعطیلی و افزایش ورودی شیر روزانه این کارخانه از ۲ به ۱۰۰ تن
جلوگیری از انحلال دانشگاه فرهنگیان قوچان و تثبیت امتیاز آن 
بازپسگیری مجموعه های ورزشی شهرستان که با قیمت مفت به اقوام و آشنایان مسئولان سابق اجاره داده شده بود به نفع مردم 
تعمیر اساسی و راه اندازی استخر مهر 
پیگیری تکمیل افتتاح  و راه اندازی استخر دانش آموزی شهرستان قوچان 
پیگیری تکمیل افتتاح و راه اندازی استخر دانش آموزی شهرستان فاروج 
رفع معارض از زمین های بزرگترین گود کشتی با چوخه استان خراسان رضوی و آغاز به ساخت پروژه و پیگیری برای تکمیل و افتتاح پروژه 
افتتاح و راه اندازی ابر پروژه بزرگترین پلی کلینیک تامین اجتماعی شرق کشور

تکمیل توسعه و افتتاح درمانگاه تخصصی ارتش قوچان 
تامین اعتبار و مجوز بیمارستان بزرگ شهید کلاهدوز ( ۶۰ درصد خیرین سلامت ) 
نهضت راه و آسفالت در روستاها و بخش ها و جاده های حوزه انتخابیه 
افزودن دو بخش آبکوه و قوچان عتیق و سه شهر آلماجق ، شهرکهنه و مزرج به تقسیمات سیاسی قوچان

## تاریخچه انتخاباتی
| سال  | انتخابات          | رای   | رتبه | نتیجه  |
| ---- | ----------------- | ----- | ---- | ------ |
| ۱۳۹۸ | مجلس شورای اسلامی | ۴۴۰۳۳ | اول  | پیروزی |
| ۱۴۰۲ | مجلس شورای اسلامی | ۲۷۹۹۱ | اول  | پیروزی |